# Eutrochium dubium
Eutrochium dubium là một loài thực vật có hoa trong họ Cúc. Loài này được (Willd. ex Poir.) E.E.Lamont mô tả khoa học đầu tiên năm 2004.